# Clamorosaurus
Il clamorosauro (gen. Clamorosaurus) è un anfibio estinto, appartenente ai temnospondili. Visse nel Permiano medio (circa 270 milioni di anni fa) e i suoi resti fossili sono stati ritrovati in Russia.

## Descrizione
Questo animale possedeva un cranio lungo circa 20 - 23 centimetri, e si suppone che l'animale intero dovesse essere lungo circa un metro. Il cranio aveva una parte preorbitale corta, e la volta cranica aveva un lieve dislivello in vista laterale nella zona preorbitale. Sembra che vi fosse la presenza di un osso interfrontale. L'incisura otica era piuttosto corta, mentre la flangia dello pterigoide era ben sviluppata. Le due zanne ectopterigoidee erano piccole, ed era presente un singolo dente paracoanale su ciascun vomere. Come tutte le forme simili (ad esempio Eryops), Clamorosaurus possedeva un osso interpterigoide dalla forma arrotondata nella parte anteriore, e narici esterne piuttosto grandi.

## Classificazione
Il genere Clamorosaurus venne descritto per la prima volta da Gubin nel 1983, sulla base di fossili ritrovati nella Repubblica di Komi in terreni del Permiano medio. Lo studioso descrisse due specie: una (Clamorosaurus nocturnus) sulla base di un cranio ritrovato lungo il fiume Pečora, l'altra (C. borealis) sulla base di un altro cranio trovato nei pressi della città di Inta.
Clamorosaurus è stato ascritto agli eriopidi, una famiglia di anfibi temnospondili di dimensioni medio-grandi, dalle attitudini parzialmente terrestri. Clamorosaurus risulterebbe l'eriopide più recente.